# Корнаредо (стадіон)
«Стадіо ді Корнаредо» (італ. «Stadio comunale di Cornaredo») — багатофункціональний стадіон у місті Лугано, Швейцарія, домашня арена ФК «Лугано».
Стадіон відкритий 1951 року. У 1954 році, напередодні Чемпіонату світу, було споруджено нові трибуни, однак потужність арени тоді була невизначена, оскільки більшість місць були стоячими. В результаті реконструкції 1993 року встановлено потужність арени 16 000 глядачів. Напередодні Чемпіонату Європи з футболу 2008 року стадіон входив до поля спостереження Швейцарської футбольної асоціації як одна з арен, яка потребує капітальної реконструкції. У 2015 році, після того, як «Лугано» вийшов до Суперліги, стадіон було приведено до вимог вищого дивізіону. Дерев'яні лави були замінені на пластикові крісла. Потужність центральної трибуни було знижено до 900 місць. З міркувань безпеки, було скорочено кількість місць на другій трибуні, зокрема шляхом створення бар'єра між фан-сектором «Лугано» та гостьовою трибуною. Тому конструкція трибун передбачає дві окремі трибуни, незалежні одна від одної, які мають окремі виходи без спільних переходів. Було розблоковано входи й виходи для безпечної та швидкої евакуації. У результаті реконструкції місткість стадіону зменшено до 6 500 глядачів. У ході реконструкції було облаштовано підтрибунні приміщення, серед яких роздягальні та пресцентр.
Навколо арени функціонує багатопрофільний спортивний комплекс, який включає тренажерний зал, скейтпарк, два футбольних поля із натуральним покриттям та три зі штучним, штучне поле для гри хокею на траві. Навколо основного поля із природним покриттям простелені бігові доріжки.
Під час Чемпіонату світу з футболу 1954 року стадіон приймав матч між збірними Італії та Бельгії. На арені два домашніх матчі в рамках Кубка УЄФА 2008—2009 років приймав ФК «Беллінцона».
На стадіоні домашні матчі приймає Збірна Швейцарії з футболу.